# تلسی (آلاباما)
تلسی (به انگلیسی: Tallassee) یک شهر در ایالات متحده آمریکا است که در آلاباما واقع شده‌است. تلسی ۲۹٫۳۴ کیلومتر مربع مساحت و ۴٬۸۱۹ نفر جمعیت دارد و ۱۱۹ متر بالاتر از سطح دریا واقع شده‌است.